# フィクション
フィクション（英語: fiction）とは、作り事、虚構のこと。あるいは、作り話。作話。創作。

## 概説
英語の「fiction」は、ラテン語のfictio（「作られたもの」）を語源としている。「fiction フィクション」は、一般には「事実でないことを事実らしく作り上げること」を意味している。
実際の用例でみるとフィクションは多義的な概念とされている。
まず、フィクションは「虚偽」や「嘘」の同義語であるが、このような意味のフィクションを論じる場合には真理や虚偽を問題にすれば足り、「虚偽」や「嘘」と置き換えることもでき、あえて「フィクション」という言葉を持ち出す必要はない。しかし「フィクション」の持つ一群の意味として「対応する事物が存在しない概念」と総括できるような事象の意味で用いられることがあり、例えばベンサムの人権に関するフィクション論などがある。
これらと関連しながらも、基本的に異なるフィクション概念として文学作品の一群も意味している。Oxford Dictionaryは「fiction」の解説の1番目に「散文形式で書かれた作品で、特に想像上の出来事や人々を描いたもの」を挙げ、2番目に「でっちあげられたもの、あるいは本当ではないこと」を挙げている。

## 表現としてのフィクション

### 文学作品
文学用語（文学研究用語）としての「fiction フィクション」は、「架空の出来事を想像的に描いた物語。特に散文で書かれた小説の類を総称する語で、同様に想像的要素の多い詩や劇とは区別するならわしである。」とされている。
フィクションは大まかには小説の別称ともとれるが、小説とみなされる作品の中には「ノンフィクション小説」と呼ばれる「フィクション小説」と区別されるものを含むため同義ではない。「フィクション」には、虚構ではない実際の出来事の物語を「ノンフィクション」と呼ぶことで、「フィクション」をそれと対照的に扱う用法もある。
また形式も、小説だけがフィクションとは見なされておらず、ふつう小説とは別ジャンルとされる叙事詩や劇作品なども「フィクション」として扱わりており、「フィクション」は小説とは一致せず小説以外の作品群も含む意味で使われている。

### フィクションに関する研究
- 物語論（ナラトロジー）
- レトリック
- ストーリー・プロット・語り手

### フィクションの諸形式
- アニメ
- 絵本
- 紙芝居
- コンピュータゲーム
- 小説
- 劇映画
- ドラマ
- 人形劇
- 舞台芸術
- 漫画
- メディア・フランチャイズ